# Rapa Nui (pel·lícula)
Rapa Nui és una pel·lícula estatunidenca dirigida l'any 1994 a l'Illa de Pasqua per Kevin Reynolds. Ha estat doblada al català.

## Argument
Melodrama al voltant de l'enfrontament de dues castes a l'illa de Pasqua al segle XVII, els « orelles curtes » i els « orelles llargues ». Amics d'infantesa, Make i Noro es disputen l'amor d'una dona, Ramana.

## Repartiment
- Jason Scott Lee (Noro)
- Esai Morals (Make)
- Sandrine Holt (Ramana)
- Eru Potaka-Dewes (Ariki-mau)
- George Henare (Tupa)

## Guió
El guió va estar inspirat a Kevin Reynolds pels treballs del geògraf Jared Diamond, que per la seva banda va treure un llibre titulat Collapse. El film no és un documental sinó una faula ecològica i social, amb visió geonòmica mostrant, en una terra limitada, les interaccions entre demografia, economia, religió, desacords socials, comunitat humana i l'entorn, i els efectes dòmino que en resulten. L'illa i els seus habitants simbolitzen en aquest film la Terra i la humanitat actual, sense reflectir la realitat de les tradicions pasquanes antigues:
- els seus habitants mai s'han imaginat ser « els últims homes sobre la terra » i sabien perfectament que formaven part del món maori en nombrosos arxipèlags, ja que la seva tradició oral conservava el record de Hotu Matu'a, vingut de Hiva Oa;
- en llengua maori, « Rapa-Nui » no significa « melic del món » sinó « gran Rapa » (la « petita Rapa » està situada a les illes Australs); Te pito o te fenua, « el melic de la terra », era simplement el mig de l'illa, espai sagrat i neutre per assemblees i negociacions ;
- les « orelles llargues » no eren « la tribu dels aristòcrates » sinó una classe social (privilegiada) de cadascun dels nou vai’hu (clans familiars) de l'illa: Aka’hanga, Anakena, Heiki’i, Mahetua, Taha’i, Tepe’u, Tongariki, Va’i Mata i Vinapu ;
- els hopu, representants de cada clan, saltaven efectivament a la mar des del precipici d'Orongo, prop del volcà Rano Kau, i nedaven amb l'ajuda d'un feix de canyes totora fins a l'illot Motu Nui, però el film redibuixa aquesta tradició com una violenta competició on s'ha de guanyar contra els altres i el vencedor fa de cap del seu clan l'ariki nui, mentre que en realitat, aquesta dignitat hereditària quedava al si del llinatge Miru, descendent segons la tradició del fill gran de Hotu Matu'té; no hi havia combat i cada hopu se situava a prop d'un niu de xatrac fosc amb la finalitat que la voluntat del déu Make-make es manifestés per l'ordre de posta dels ous: l' hopu que veia primer pondre la femella xatrac fosc que havia escollit, portava l'ou a l'ariki nui que li concedia per un any la dignitat de Tangata manu (« home ocell », arbitre dels conflictes entra clans, « neutre » i sagrat); els altres ous no eren retirats.